# Substância cinzenta periaquedutal

A substância cinzenta periaquedutal ou substância cinzenta central é a substância cinzenta localizada ao redor do aqueduto cerebral no interior do tegmento do mesencéfalo. Ela possui um  papel na modulação descendente da dor e no comportamento defensivo. A fibras ascendentes de dor e de temperatura do trato espinotalâmico também enviam informações para a substância cinzenta periaquedutal através do trato espinomesencefálico.